# Juan de Dios y Río González
Juan de Dios del Río González, primer marqués de Campoflorido (Madrid, 3 de enero de 1667-Madrid, 5 de marzo de 1726), fue un empresario, político y aristócrata español que llegó a ser el ministro de Hacienda del rey Felipe V.

## Biografía
Fue hijo de Carlos del Río y de su esposa Isabel González de la Herrán, ambos naturales de Madrid pero con raíces familiares en las montañas de Burgos. Su biografía es una buena muestra de las posibilidades de ascenso social a que podía aspirar la burguesía en el Antiguo Régimen: con el horizonte del servicio al rey y el ennoblecimiento, no en la profundización en las estrategias de negocio capitalista.
Comenzó su carrera a finales del reinado de Carlos II, junto con otros comerciantes, como Juan de Goyeneche y Juan de Horcasitas y Avellaneda, I conde de Moriana del Río. Se benefició de las contratas de intendencia de los ejércitos de Felipe de Borbón durante la Guerra de Sucesión Española (desde 1704 para la zona de Galicia). El 18 de junio de 1707 recibió como recompensa a sus servicios el marquesado de Campoflorido; y enseguida sucedió a Moriana como tesorero mayor, cargo que ocupó hasta 1709, en que pasa a presidir el Consejo de Hacienda, donde coincide con Juan Orry y Melchor de Macanaz. También en 1709, en una coyuntura crítica para el bando borbónico, junto con Goyeneche y Moriana realizó un oportuno préstamo de 12 000 reales que permitió al rey salvar una apurada situación económica.
Dio nombre al Vecindario General de 1712-1717, realizado bajo su presidencia, y primero que se aplicó a la totalidad de los reinos peninsulares de la Monarquía Hispánica (excepto a las provincias vascas y Navarra, territorios forales que apoyaron a Felipe V, a diferencia de los de la Corona de Aragón, que lo habían hecho al Archiduque Carlos de Habsburgo).

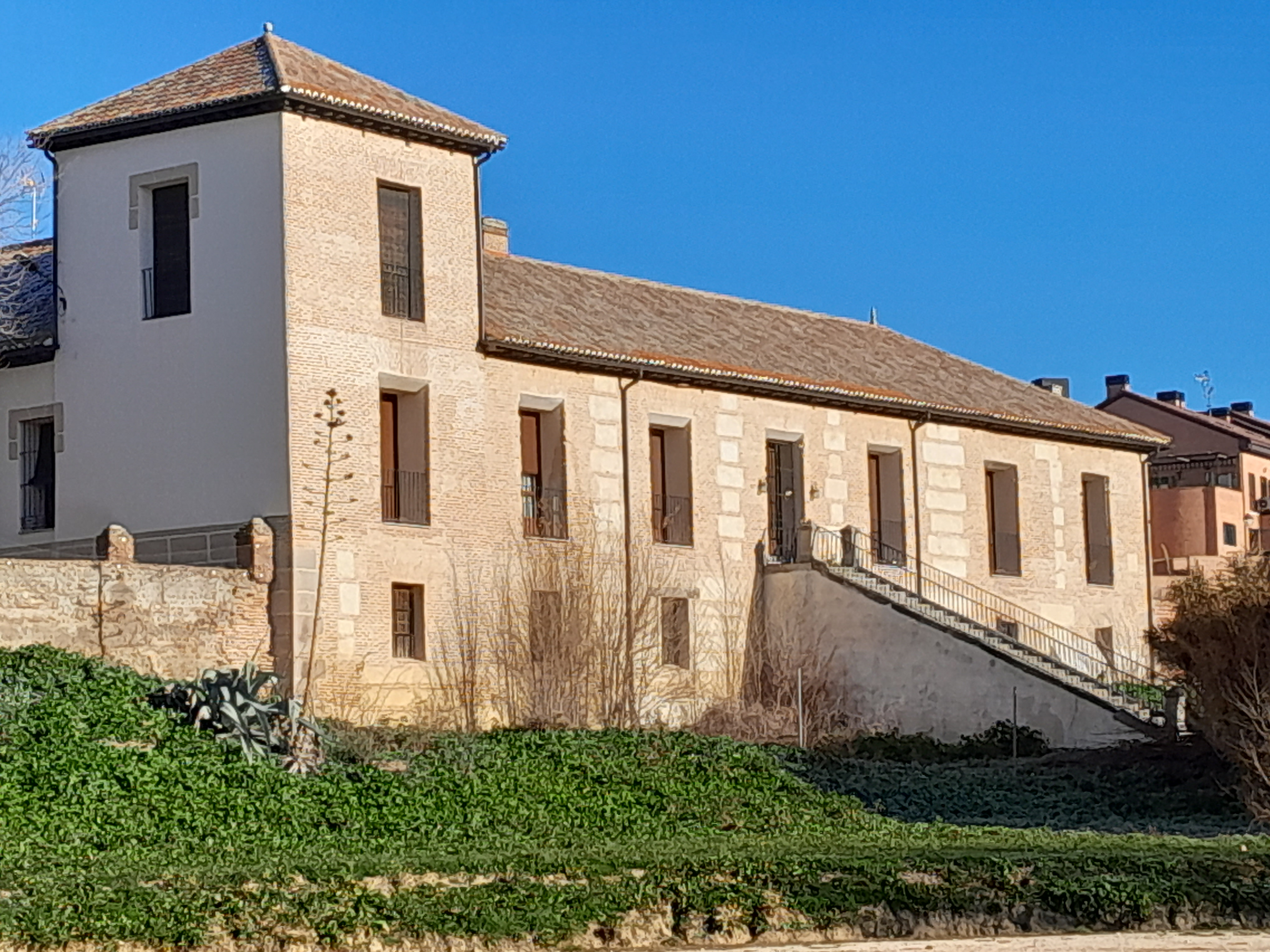
Fachada sur del Palacio del Marqués de Campoflorido (Valdeavero)

Se casó con Isabel Fernández de la Herrán, y tuvo cinco hijos, tres varones y dos mujeres; la menor de ellas profesó como carmelita. Su hijo Fernando José Máximo del Río, le sucedió en el título y obtuvo el hábito de la Orden de Santiago en 1735.
El señorío jurisdiccional de su marquesado comprendía los pueblos de Valdeavero y Valdeaveruelo. En Valdeavero se encuentra el Palacio de los Marqueses de Campoflorido, del que puede verse aún la portada con escudo, una galería que comunicaba el palacio con la iglesia y los restos del llamado Pinoche de la Cigüeña, un ingenio que llevaba al palacio el agua del arroyo Camarmilla.